# اوایشی دایسابورو
آوایشی دایسابورو (به ژاپنی: 大石大三郎); ۲۹ ژوئیهٔ ۱۷۰۲ – ۱۱ مارس ۱۷۷۰) سامورایی در دوره ادو اهل ژاپن بود. او به عنوان سومین پسر اُوایشی یُوشیئو و همسرش اُوایشی ریکو در خانه پدری مادرش
ولایت تاجیما قلمروی تویوئوکا متولد شد. در این زمان پدرش، یوشیئو، در منطقه یاماشینا در کیوتو بود، اما از احیای خاندان آسانو ناامید شده و در شرف ادامه برنامه کشتار کیرا یوشیناکا بود. در این زمان، ریکو باردار بود و در قلمروی تویوئوکا زایمان کرد و این نوزاد دایسابورو بود که متولد شد.
قبل از تولد او مادرش ریکو برای جلوگیری از مجازاتی که احتمالاً دامنگیر خانواده یوشینو نیز می‌شد از پدرش طلاق رسمی گرفته بود.
در پی مرگ پدر و برادر بزرگترش در اثر حادثه آکو، پدرش به یک قهرمان تبدیل شده بود. خاندان اصلی آسانو که پایگاه آن در ولایت آکی قلمروی هیروشیما در شهر هیروشیما امروزی قرار داشت، خواستار آمدن دایسابورو به این شهر شد در این زمان برادر دیگر دایسابورو نیز زودهنگام درگذشته بود و او تنها پسر بازمانده از پدرش بود.
در سپتامبر ۱۷۱۳ وقتی که او ۱۲ سال داشت به هیروشیما نقل مکان کرد و هم اندازه املاک پدرش ۱۵۰۰ ککو به وی دارایی اهدا شد. در آن زمان قضاوت شده بود که عمل رونین‌های آکو شورشی علیه شوگون‌سالاری نبوده، بنابراین پس از خدمت به خانواده اصلی آسانو، دایسابورو مجاز شد که از نام خانوادگی اویشی استفاده کند که در آن زمان نادر بود زیرا پدرش محکومی بود که به دستور شوگون سپوکو انجام داده بود.